# 2025–2026-os UEFA Konferencia Liga
A 2025–2026-os UEFA Konferencia Liga az UEFA Konferencia Liga 5. szezonja. A döntőt a lipcsei Red Bull Arénában játsszák. A győztes részvételi jogot szerez a 2026–2027-es Európa-ligába alapszakaszába, kivéve ha indulhat a 2026–2027-es UEFA-bajnokok ligája alapszakaszában.
Ez a második kiírás, amelyben egy új formátum szerint 36 csapat vesz részt. 

## A besorolás rendszere
A 2025–2026-os UEFA Konferencia Ligában az Európai Labdarúgó-szövetség (UEFA) 54 tagországának 164 csapata vesz részt (Oroszországot kizárták). Az egyes országok indulásra jogosult csapatainak számát a bajnokságokra vonatkoztatott UEFA-együttható alapján határozták meg:
- az 1–12. helyen rangsorolt országok egyet,
- a 13–33. helyen és az 51–55. helyen rangsorolt országok (Oroszország kivételével) kettőt,
- a 34–50. helyen rangsorolt országok hármat indíthattak (kivéve Liechtenstein, amely csak egyet),
- 15 csapat a 2025–2026-os UEFA-bajnokok ligája selejtezőjéből kerül át,
- 41 csapat a 2025–2026-os Európa-liga selejtezőjéből kerül át.

### Rangsor
A 2024–2025-ös UEFA Konferencia Liga kiosztott helyeihez a 2023-as ország-együtthatót vették alapul, amely az országok csapatainak teljesítményét vette figyelembe a 2018–2019-es szezontól a 2022–2023-asig.
| Hely. | Szövetség     | Koeff.  | Csapatok | Jegyzetek |  |
| ----- | ------------- | ------- | -------- | --------- |  |
| 1.    | Anglia        | 104.303 | 1        |           |  |
| 2.    | Olaszország   | 90.284  | 1        |           |  |
| 3.    | Spanyolország | 89.489  | 1        |           |  |
| 4.    | Németország   | 86.624  | 1        |           |  |
| 5.    | Franciaország | 66.831  | 1        |           |  |
| 6.    | Hollandia     | 61.300  | 1        |           |  |
| 7.    | Portugália    | 56.316  | 1        |           |  |
| 8.    | Belgium       | 48.800  | 1        |           |  |
| 9.    | Törökország   | 38.600  | 1        |           |  |
| 10.   | Csehország    | 36.050  | 1        |           |  |
| 11.   | Skócia        | 36.050  | 1        |           |  |
| 12.   | Svájc         | 32.975  | 1        |           |  |
| 13.   | Ausztria      | 32.600  | 2        |           |  |
| 14.   | Norvégia      | 31.625  | 2        |           |  |
| 15.   | Görögország   | 31.525  | 2        |           |  |
| 16.   | Dánia         | 31.450  | 2        |           |  |
| 17.   | Izrael        | 31.125  | 2        |           |  |
| 18.   | Ukrajna       | 28.000  | 2        |           |  |
| 19.   | Szerbia       | 27.775  | 2        |           |  |

| Hely. | Szövetség     | Koeff. | Csapatok | Jegyzetek |  |
| ----- | ------------- | ------ | -------- | --------- |  |
| 20.   | Horvátország  | 25.525 | 2        |           |  |
| 21.   | Lengyelország | 25.375 | 2        |           |  |
| 22.   | Oroszország   | 22.965 | 0        | kizárták  |  |
| 23.   | Ciprus        | 22.100 | 2        |           |  |
| 24.   | Magyarország  | 21.875 | 2        |           |  |
| 25.   | Svédország    | 21.500 | 2        |           |  |
| 26.   | Románia       | 21.375 | 2        |           |  |
| 27.   | Bulgária      | 20.375 | 2        |           |  |
| 28.   | Azerbajdzsán  | 20.125 | 2        |           |  |
| 29.   | Szlovákia     | 19.625 | 2        |           |  |
| 30.   | Szlovénia     | 13.250 | 2        |           |  |
| 31.   | Moldova       | 13.125 | 2        |           |  |
| 32.   | Koszovó       | 11.541 | 2        |           |  |
| 33.   | Kazahsztán    | 11.500 | 2        |           |  |
| 34.   | Finnország    | 11.125 | 2        |           |  |
| 35.   | Írország      | 10.875 | 3        |           |  |
| 36.   | Örményország  | 10.625 | 3        |           |  |
| 37.   | Lettország    | 10.625 | 3        |           |  |
| 38.   | Feröer        | 10.375 | 3        |           |  |

| Hely. | Szövetség           | Koeff. | Csapatok | Jegyzetek |
| ----- | ------------------- | ------ | -------- | --------- |
| 39.   | Bosznia-Hercegovina | 10.000 | 3        |           |
| 40.   | Liechtenstein       | 10.000 | 1        |           |
| 41.   | Izland              | 9.583  | 3        |           |
| 42.   | Észak-Írország      | 9.208  | 3        |           |
| 43.   | Luxemburg           | 8.625  | 3        |           |
| 44.   | Litvánia            | 8.500  | 3        |           |
| 45.   | Málta               | 8,250  | 3        |           |
| 46.   | Grúzia              | 7.625  | 3        |           |
| 47.   | Albánia             | 7.375  | 3        |           |
| 48.   | Észtország          | 7.207  | 3        |           |
| 49.   | Fehéroroszország    | 6.625  | 3        |           |
| 50.   | Észak-Macedónia     | 6.000  | 3        |           |
| 51.   | Andorra             | 5.998  | 2        |           |
| 52.   | Wales               | 5.791  | 2        |           |
| 53.   | Montenegró          | 5.708  | 2        |           |
| 54.   | Gibraltár           | 4.957  | 2        |           |
| 55.   | San Marino          | 1.832  | 2        |           |

### Lebonyolítás
A torna lebonyolítása az alábbi:
|                              |                             | A szakaszban bekapcsolódók | Az előző forduló továbbjutói                                             | Az UEFA-bajnokok ligájából átkerülők               | Az Európa-ligából átkerülők                          |
| ---------------------------- | --------------------------- | --- | ------------------------------------------------------------------------ | -------------------------------------------------- | ---------------------------------------------------- |
| 1. selejtezőkör (48 csapat)  | 1. selejtezőkör (48 csapat) | - 8 kupagyőztes a 48–55. helyen rangsorolt kupákból - 20 második a 34–55. helyen rangsorolt bajnokságokból (kivéve Liechtenstein és Írország) - 20 harmadik a 30–50. helyen rangsorolt bajnokságokból (kivéve Liechtenstein) |                                                                          |                                                    |                                                      |
| 2. selejtezőkör (100 csapat) | Bajnoki ág (12 csapat)      | |                                                                          | - 12 vesztes a BL 1. selejtezőköréből              |                                                      |
| 2. selejtezőkör (100 csapat) | Főág (88 csapat)            | - 12 kupagyőztes a 35–47. helyen rangsorolt kupákból (kivéve Írország) - 18 második a 16–33. helyen rangsorolt bajnokságokból (kivéve Oroszország) - 16 harmadik a 13–29. helyen rangsorolt bajnokságokból (kivéve Oroszország) - 9 negyedik a 7–15. helyen rangsorolt bajnokságokból - 1 ötödik a 6. helyen rangsorolt bajnokságból | - 24 győztes az 1. selejtezőkörből                                       |                                                    | - 8 vesztes az EL 1. selejtezőköréből                |
| 3. selejtezőkör (60 csapat)  | Bajnoki ág (8 csapat)       | | - 6 győztes a 2. selejtezőkör bajnoki ágáról                             | - 2 vesztes a BL 1. selejtezőköréből (sorsolással) |                                                      |
| 3. selejtezőkör (60 csapat)  | Főág (52 csapat)            | | - 44 győztes a 2. selejtezőkör főágáról                                  |                                                    | - 8 vesztes az EL 2. selejtezőköréből                |
| Rájátszás (48 csapat)        | Bajnoki ág (10 csapat)      | | - 4 győztes a 3. selejtezőkör bajnoki ágáról                             |                                                    | - 6 vesztes az EL 3. selejtezőkörének bajnoki ágáról |
| Rájátszás (48 csapat)        | Főág (38 csapat)            | - 5 hatodik az 1–5. helyen rangsorolt bajnokságokból (az angol ligakupa győztese) | - 26 győztes a 3. selejtezőkör főágáról                                  |                                                    | - 7 vesztes az EL 3. selejtezőkörének főágáról       |
| Alapszakasz (36 csapat)      | Alapszakasz (36 csapat)     | | - 5 győztes a rájátszás bajnoki ágáról - 19 győztes a rájátszás főágáról |                                                    | - 12 vesztes az EL rájátszásából                     |

Az orosz csapatok kizárása miatt a lebonyolításban a következők változnak:
- A 39–44. helyen rangsorolt kupagyőztesek (Bosznia-Hercegovina, Liechtenstein, Izland, Észak-Írország, Luxemburg és Litvánia) az 1. selejtezőkörből a 2. selejtezőkörbe kerültek.

A 2024–2025-ös UEFA Konferencia Liga győztese, a Chelsea a Bajnokok ligája alapszakaszában indul.

### Csapatok
Az alábbi táblázatban olvasható, hogy a csapatok melyik körben kapcsolódtak be.
Használt rövidítések
- kgy: kupagyőztes;
- x.: bajnoki helyezés;
- LK: ligakupa-győztes;
- A.: bajnoki alapszakasz győztese;
- R.: KL-rájátszás győztese;
- BL: A 2024–2025-ös UEFA-bajnokok ligájából kieső csapat
  - S1: az 1. selejtezőkörből;
- EL: A 2024–2025-ös Európa-ligából kieső csapat
  - R.: a rájátszásából;
  - B/F S3: a 3. selejtezőkörből (bajnoki ág/főág);
  - F S2: a 2. selejtezőkörből (főág);
  - F S1: az 1. selejtezőkörből (főág). .

| Forduló               | Forduló                   | Csapatok                      | Csapatok                      | Csapatok                | Csapatok                    |  |  |  |
| --------------------- | ------------------------- | ----------------------------- | ----------------------------- | ----------------------- | --------------------------- |  |  |  |
| Alapszakasz           | Alapszakasz               | (EL R)                        | (EL R)                        | (EL R)                  | (EL R)                      |  |  |  |
| Alapszakasz           | Alapszakasz               | (EL R)                        | (EL R)                        | (EL R)                  | (EL R)                      |  |  |  |
| Alapszakasz           | Alapszakasz               | (EL R)                        | (EL R)                        | (EL R)                  | (EL R)                      |  |  |  |
|                       |                           |                               |                               |                         |                             |  |  |  |
| Rájátszás             | B                         | Drita (EL B S3)               | Shelbourne (EL B S3)          | Noah (EL B S3)          | RFS (EL B S3)               |  |  |  |
| Rájátszás             | B                         | Breiðablik (EL B S3)          | Ħamrun Spartans (EL B S3)     |                         |                             |  |  |  |
| Rájátszás             | F                         | Crystal Palace (kgy.)         | Fiorentina (8.)               | Rayo Vallecano (8.)     | Mainz 05 (6.)               |  |  |  |
| Rájátszás             | F                         | Strasbourg (7.)               | Servette (EL F S3)            | Wolfsberger (EL F S3)   | Fredrikstad (EL F S3)       |  |  |  |
| Rájátszás             | F                         | Sahtar Doneck (EL F S3)       | Legia Warszawa (EL F S3)      | Häcken (EL F S3)        | CFR Cluj (EL F S3)          |  |  |  |
|                       |                           |                               |                               |                         |                             |  |  |  |
| 3. selejtezőkör       | B                         | Víkingur (BL S1)              | Virtus (BL S1)                |                         |                             |  |  |  |
| 3. selejtezőkör       | F                         | Anderlecht (EL F S2)          | Beşiktaş (EL F S2)            | Baník Ostrava (EL F S2) | Hibernian (EL F S2)         |  |  |  |
| 3. selejtezőkör       | F                         | Lugano (EL F S2)              | Levszki Szofija (EL F S2)     | Celje (EL F S2)         | Sheriff Tiraspol (EL F S2)  |  |  |  |
| 3. selejtezőkör       | F                         |                               |                               |                         |                             |  |  |  |
| 3. selejtezőkör       |                           |                               |                               |                         |                             |  |  |  |
| 2. selejtezőkör       | B                         | Olimpija Ljubljana (BL S1)    | Milsami Orhei (BL S1)         | Linfield (BL S1)        | Differdange 03 (BL S1)      |  |  |  |
| 2. selejtezőkör       | B                         | Žalgiris (BL S1)              | Iberia 1999 (BL S1)           | Egnatia (BL S1)         | FCI Levadia (BL S1)         |  |  |  |
| 2. selejtezőkör       | B                         | Dinamo Minsk (BL S1)          | Inter Club d’Escaldes (BL S1) | The New Saints (BL S1)  | Budućnost Podgorica (BL S1) |  |  |  |
| 2. selejtezőkör       | F                         | Hapóél Beér-Seva (EL F S1)    | Paks (EL F S1)                | Sabah (EL F S1)         | Spartak Trnava (EL F S1)    |  |  |  |
| 2. selejtezőkör       | F                         | Prishtina (EL F S1)           | Aktöbe (EL F S1)              | Ilves (EL F S1)         | Partizan (EL F S1)          |  |  |  |
| 2. selejtezőkör       | F                         | AZ (R.)                       | Santa Clara (5.)              | Charleroi (R.)          | İstanbul Başakşehir (5.)    |  |  |  |
| 2. selejtezőkör       | F                         | Sparta Praha (4.)             | Dundee United (4.)            | Lausanne-Sport (5.)     | Austria Wien (3.)           |  |  |  |
| 2. selejtezőkör       | F                         | Rapid Wien (kgy.)             | Viking (3.)                   | Rosenborg (4.)          | AÉK (4.)                    |  |  |  |
| 2. selejtezőkör       | F                         | Árisz Theszaloníkisz (5.)     | Brøndby (3.)                  | Silkeborg (R.)          | Makkabi Haifa (3.)          |  |  |  |
| 2. selejtezőkör       | F                         | Bétár Jerusálajim (4.)        | Olekszandrija (2.)            | Polisszja Zsitomir (4.) | Novi Pazar (3.)             |  |  |  |
| 2. selejtezőkör       | F                         | Radnički 1923 (5.)            | Hajduk Split (3.)             | Varaždin (4.)           | Raków Częstochowa (2.)      |  |  |  |
| 2. selejtezőkör       | F                         | Jagiellonia Białystok (3.)    | Árisz Lemeszú (2.)            | Omonia (3.)             | Puskás Akadémia (2.)        |  |  |  |
| 2. selejtezőkör       | F                         | Győr (3.)                     | Hammarby IF (2.)              | AIK (3.)                | Universitatea Craiova (3.)  |  |  |  |
| 2. selejtezőkör       | F                         | Universitatea Cluj (4.)       | Cserno More (3.)              | Arda (R.)               | Zira (2.)                   |  |  |  |
| 2. selejtezőkör       | F                         | Araz-Naxçıvan (3.)            | Žilina (2.)                   | Košice (5.)             | Maribor (2.)                |  |  |  |
| 2. selejtezőkör       | F                         | Zimbru Chișinău (3.)          | Ballkani (2.)                 | Asztana (2.)            | Shamrock Rovers (2.)        |  |  |  |
| 2. selejtezőkör       | F                         | Ararat-Armenia (2.)           | Riga (2.)                     | HB Tórshavn (kgy.)      | Sarajevo (kgy.)             |  |  |  |
| 2. selejtezőkör       | F                         | Vaduz (kgy.)                  | KA (kgy.)                     | Dungannon Swifts (kgy.) | UNA Strassen (kgy.)         |  |  |  |
| 2. selejtezőkör       | F                         | Banga (kgy.)                  | Hibernians (kgy.)             | Spaeri (kgy.)           | Dinamo Tirana (kgy.)        |  |  |  |
|                       |                           |                               |                               |                         |                             |  |  |  |
| 1. selejtezőkör       |                           |                               |                               |                         |                             |  |  |  |
| Koper (3.)            | Petrocub (4.)             | Malisheva (3.)                | Ordabaszi (4.)                |                         |                             |  |  |  |
| HJK (3.)              | SJK (R.)                  | Saint Patrick’s Athletic (3.) | Urartu (3.)                   |                         |                             |  |  |  |
| Pjunik (4.)           | Auda (3.)                 | Daugavpils (5.)               | KÍ (2.)                       |                         |                             |  |  |  |
| NSÍ (4.)              | Borac Banja Luka (2.)     | Željezničar (4.)              | Víkingur Reykjavík (2.)       |                         |                             |  |  |  |
| Valur (3.)            | Larne (2.)                | Cliftonville (R.)             | F91 Dudelange (3.)            |                         |                             |  |  |  |
| Racing Union (4.)     | Hegelmann (2.)            | Kauno Žalgiris (3.)           | Birkirkara (2.)               |                         |                             |  |  |  |
| Floriana (3.)         | Torpedo Kutaiszi (2.)     | Dila Gori (3.)                | Vllaznia (2.)                 |                         |                             |  |  |  |
| Partizani (3.)        | Nõmme Kalju (kgy.)        | Paide Linnameeskond (3.)      | Flora (4.)                    |                         |                             |  |  |  |
| Nyoman Hrodna (kgy.)  | Tarpeda Zsodzina (3.)     | Dinama Breszt (4.)            | Vardar (kgy.)                 |                         |                             |  |  |  |
| Sileks (2.)           | Rabotnicski (3.)          | Atlètic Club d’Escaldes (2.   | FC Santa Coloma (3.)          |                         |                             |  |  |  |
| Penybont (2.)         | Haverfordwest County (R.) | Dečić (kgy.)                  | Sutjeska (3.)                 |                         |                             |  |  |  |
| Bruno’s Magpies(kgy.) | St. Joseph’s (kgy.)       | La Fiorita (R.)               | Tre Fiori (3.)                |                         |                             |  |  |  |

## Fordulók és időpontok
A mérkőzések időpontjai a következők:
| Szakasz                  | Forduló         | Sorsolás            | 1. mérkőzés                             | 2. mérkőzés                             |
| ------------------------ | --------------- | ------------------- | --------------------------------------- | --------------------------------------- |
| Selejtező                | 1. selejtezőkör | 2025. június 17.    | 2025. július 10.                        | 2025. július 17.                        |
| Selejtező                | 2. selejtezőkör | 2025. június 18.    | 2025. július 24.                        | 2025. július 31.                        |
| Selejtező                | 3. selejtezőkör | 2025. július 21.    | 2025. augusztus 7.                      | 2025. augusztus 14.                     |
| Selejtező                | Rájátszás       | 2025. augusztus 4.  | 2025. augusztus 21.                     | 2025. augusztus 28.                     |
| Alapszakasz              | 1. játéknap     | 2025. augusztus 29. | 2025. október 2.                        | 2025. október 2.                        |
| Alapszakasz              | 2. játéknap     | 2025. augusztus 29. | 2025. október 23.                       | 2025. október 23.                       |
| Alapszakasz              | 3. játéknap     | 2025. augusztus 29. | 2025. november 6.                       | 2025. november 6.                       |
| Alapszakasz              | 4. játéknap     | 2025. augusztus 29. | 2025. november 27.                      | 2025. november 27.                      |
| Alapszakasz              | 5. játéknap     | 2025. augusztus 29. | 2025. december 11.                      | 2025. december 11.                      |
| Alapszakasz              | 6. játéknap     | 2025. augusztus 29. | 2025. december 18.                      | 2025. december 18.                      |
| Egyenes kieséses szakasz | Rájátszás       | 2026. január 16.    | 2026. február 19.                       | 2026. február 26.                       |
| Egyenes kieséses szakasz | Nyolcaddöntők   | 2026. február 27.   | 2026. március 12.                       | 2026. március 19.                       |
| Egyenes kieséses szakasz | Negyeddöntők    | 2026. február 27.   | 2026. április 9.                        | 2026. április 16.                       |
| Egyenes kieséses szakasz | Elődöntők       | 2026. február 27.   | 2026. április 30.                       | 2026. május 7.                          |
| Egyenes kieséses szakasz | Döntő           | 2026. február 27.   | 2026. május 27., Red Bull Aréna, Lipcse | 2026. május 27., Red Bull Aréna, Lipcse |

## Selejtezők

### 1.selejtezőkör
Az 1. selejtezőkörben 48 csapat vett részt.
| Csoport 1                                                                      | Csoport 1                                                | Csoport 2                                                                 | Csoport 2                                                                       | Csoport 3                                                                  | Csoport 3                                                                        |
| Kiemelt                                                                        | Nem kiemelt                                              | Kiemelt                                                                   | Nem kiemelt                                                                     | Kiemelt                                                                    | Nem kiemelt                                                                      |
| ------------------------------------------------------------------------------ | -------------------------------------------------------- | ------------------------------------------------------------------------- | ------------------------------------------------------------------------------- | -------------------------------------------------------------------------- | -------------------------------------------------------------------------------- |
| - HJK (2) - Paide Linnameeskond (1) - St Patrick's Athletic (3) - Vllaznia (4) | - Magpies (6) - Daugavpils (5) - NSÍ (7) - Hegelmann (8) | - Petrocub Hîncești (1) - Ordabaszi (2) - Urartu (4) - Dečić (3)          | - Nyoman Hrodna (5) - Torpedo Kutaiszi (7) - Birkirkara (6) - Sileks (8)        | - F91 Dudelange (1) - Koper (2) - Sutjeska (3) - La Fiorita (4)            | - Dinama Breszt (8) - Atlètic Club d’Escaldes (6) - Željezničar (7) - Vardar (5) |
| Csoport 4                                                                      | Csoport 4                                                | Csoport 5                                                                 | Csoport 5                                                                       | Csoport 6                                                                  | Csoport 6                                                                        |
| Kiemelt                                                                        | Nem kiemelt                                              | Kiemelt                                                                   | Nem kiemelt                                                                     | Kiemelt                                                                    | Nem kiemelt                                                                      |
| - Flora (1) - KÍ (2) - Larne (3) - Kauno Žalgiris (4)                          | - Auda (8) - Valur (6) - SJK (7) - Penybont (5)          | - Víkingur Reykjavík (1) - Partizani (2) - Floriana (3) - St Joseph's (4) | - Cliftonville (5) - Malisheva (6) - Nõmme Kalju (7) - Haverfordwest County (8) | - Borac Banja Luka (4) - Pyunik (2) - Tarpeda Zsodzina (3) - Dila Gori (1) | - FC Santa Coloma (5) - Tre Fiori (7) - Racing Union (6) - Rabotnicski (8)       |

Párosítások
Az 1. selejtezőkör sorsolását 2025. június 17-én tartották.
| 1. csapat                | Össz.Tooltip Aggregate score | 2. csapat            | 1. mérk. | 2. mérk.   |
| ------------------------ | ---------------------------- | -------------------- | -------- | ---------- |
| NSÍ                      | 4–5                          | HJK                  | 4–0      | 0–5 (h.u.) |
| Torpedo Kutaiszi         | 5–4                          | Ordabaszi            | 4–3      | 1–1        |
| Željezničar              | 2–4                          | Koper                | 1–1      | 1–3        |
| SJK                      | 1–4                          | KÍ                   | 1–2      | 0–2        |
| Nõmme Kalju              | 2–1                          | Partizani            | 1–1      | 1–0 (h.u.) |
| Tre Fiori                | 1–5                          | Pjunik               | 1–0      | 0–5        |
| Saint Patrick’s Athletic | 3–0                          | Hegelmann            | 1–0      | 2–0        |
| Dečić                    | 3–2                          | Sileks               | 2–0      | 1–2        |
| Sutjeska                 | 3–2                          | Dinama Breszt        | 1–2      | 2–0        |
| Larne                    | 2–2 (t. 4-2)                 | Auda                 | 0–0      | 2–2 (h.u.) |
| Floriana                 | 5–3                          | Haverfordwest County | 2–1      | 3–2        |
| Tarpeda Zsodzina         | 4–0                          | Rabotnicski          | 3–0      | 1–0        |
| Bruno’s Magpies          | 3–7                          | Paide Linnameeskond  | 2–3      | 1–4        |
| Birkirkara               | 1–3                          | Petrocub             | 1–0      | 0–3        |
| Atlètic Club d’Escaldes  | 5–2                          | F91 Dudelange        | 2–0      | 3–2        |
| Valur                    | 5–1                          | Flora                | 3–0      | 2–1        |
| Malisheva                | 0–9                          | Víkingur Reykjavík   | 0–1      | 0–8        |
| Racing Union             | 1–3                          | Dila Gori            | 1–2      | 0–1        |
| Vllaznia                 | 4–3                          | Daugavpils           | 0–1      | 4–2        |
| Urartu                   | 1–6                          | Nyoman Hrodna        | 1–2      | 0–4        |
| Vardar                   | 5–2                          | La Fiorita           | 3–0      | 2–2        |
| Kauno Žalgiris           | 4–1                          | Penybont             | 3–0      | 1–1        |
| St. Joseph’s             | 5–4                          | Cliftonville         | 2–2      | 3–2 (h.u.) |
| Borac Banja Luka         | 3–4                          | FC Santa Coloma      | 1–4      | 2–0        |

### 2.selejtezőkör
| Csoport 1                                                | Csoport 1                                                | Csoport 2                                                              | Csoport 2                                                           |
| Kiemelt                                                  | Nem kiemelt                                              | Kiemelt                                                                | Nem kiemelt                                                         |
| -------------------------------------------------------- | -------------------------------------------------------- | ---------------------------------------------------------------------- | ------------------------------------------------------------------- |
| - The New Saints (BL) - FCI Levadia (BL) - Žalgiris (BL) | - Differdange 03 (BL) - Iberia 1999 (BL) - Linfield (BL) | - Inter Club d’Escaldes (BL) - Dinama Minszk (BL) - Milsami Orhei (BL) | - Olimpija Ljubljana (BL) - Budućnost Podgorica (BL) - Egnatia (BL) |

| Csoport 1 | Csoport 1                                                               | Csoport 2                                                                               | Csoport 2                                                                                | Csoport 3                                                                    | Csoport 3                                                                      |
| Kiemelt | Nem kiemelt                                                             | Kiemelt                                                                                 | Nem kiemelt                                                                              | Kiemelt                                                                      | Nem kiemelt                                                                    |
| --- | ----------------------------------------------------------------------- | --------------------------------------------------------------------------------------- | ---------------------------------------------------------------------------------------- | ---------------------------------------------------------------------------- | ------------------------------------------------------------------------------ |
| - Shamrock Rovers - Santa Clara - Ballkani - Dundee United - Lausanne-Sport                                        | - Vardar (T) - Varaždin - Floriana (T) - St Joseph's (T) - UNA Strassen | - AZ - Valur (T) - Viking - Larne (T) - Brøndby                                         | - HB - Kauno Žalgiris (T) - Koper (T) - Ilves (EL) - Prishtina (EL)                      | - Hajduk Split - Maribor - AEK Athén - Košice - Partizan (EL)                | - Olekszandrija - Paks (EL) - Hapóél Beér-Seva (EL) - Zira - Nyoman Hrodna (T) |
| Csoport 4 | Csoport 4                                                               | Csoport 5                                                                               | Csoport 5                                                                                | Csoport 6                                                                    | Csoport 6                                                                      |
| Kiemelt | Nem kiemelt                                                             | Kiemelt                                                                                 | Nem kiemelt                                                                              | Kiemelt                                                                      | Nem kiemelt                                                                    |
| - HJK (T) - Víkingur Reykjavík (T) - Pyunik (T) - Vaduz - Spartak Trnava (EL)                                      | - Hibernians - Vllaznia (T) - Győri ETO - Arda - Dungannon Swifts       | - Sparta Praha - Charleroi - Riga - Silkeborg - Nõmme Kalju (T)                         | - St Patrick's Athletic (T) - Hammarby IF - Dila Gori (T) - Aktöbe (EL) - KA             | - Asztana - KÍ (T) - Raków Częstochowa - Rosenborg - Paide Linnameeskond (T) | - AIK - Radnički 1923 - Žilina - Zimbru Chișinău - Banga                       |
| Csoport 7 | Csoport 7                                                               | Csoport 8                                                                               | Csoport 8                                                                                | Csoport 9                                                                    | Csoport 9                                                                      |
| Kiemelt | Nem kiemelt                                                             | Kiemelt                                                                                 | Nem kiemelt                                                                              | Kiemelt                                                                      | Nem kiemelt                                                                    |
| - Rapid Wien - Jagiellonia Białystok - Petrocub Hîncești (T) - Atlètic Club d’Escaldes (T) - Universitatea Craiova | - Sarajevo - Novi Pazar - Sabah (EL) - Dečić (T) - Dinamo Tirana        | - Makkabi Haifa - FC Santa Coloma (T) - Ararat-Armenia - Austria Wien - Puskás Akadémia | - Árisz Lemeszú - Polissya Zhytomyr - Universitatea Cluj - Tarpeda Zsodzina (T) - Spaeri | - İstanbul Başakşehir - Omónia - Árisz - Bétár Jerusálajim                   | - Sutjeska (T) - Torpedo Kutaiszi (T) - Cserno More - Araz-Naxçıvan            |

Párosítások
| 1. csapat               | Össz.Tooltip Aggregate score | 2. csapat             | 1. mérk. | 2. mérk.   |
| ----------------------- | ---------------------------- | --------------------- | -------- | ---------- |
| Bajnoki ág              |                              |                       |          |            |
| Víkingur Gøta           | kiemelt                      |                       | —        | —          |
| Virtus                  | kiemelt                      |                       | —        | —          |
| FCI Levadia             | 3–2                          | Iberia 1999           | 1–0      | 2–2 (h.u.) |
| Žalgiris                | 0–2                          | Linfield              | 0–0      | 0–2        |
| The New Saints          | 0–2                          | Differdange 03        | 0–1      | 0–1        |
| Olimpija Ljubljana      | 5–3                          | Inter Club d’Escaldes | 4–2      | 1–1        |
| Budućnost Podgorica     | 1–2                          | Milsami Orhei         | 0–0      | 1–2        |
| Dinama Minszk           | 0–3                          | Egnatia               | 0–2      | 0–1        |
| Fő ág                   |                              |                       |          |            |
| Dundee United           | 2–0                          | UNA Strassen          | 1–0      | 1–0        |
| Larne                   | 1–1 (t. 5–4)                 | Prishtina             | 0–0      | 1–1 (h.u.) |
| Košice                  | 3–4                          | Nyoman Hrodna         | 2–3      | 1–1        |
| Vaduz                   | 3–1                          | Dungannon Swifts      | 0–1      | 3–0 (h.u.) |
| Silkeborg               | 4–3                          | KA                    | 1–1      | 3–2 (h.u.) |
| Rosenborg               | 7–0                          | Banga                 | 5–0      | 2–0        |
| Atlètic Club d’Escaldes | 2–3                          | Dinamo Tirana         | 1–2      | 1–1        |
| Austria Wien            | 7–0                          | Spaeri                | 2–0      | 5–0        |
| Ballkani                | 5–3                          | Floriana              | 4–2      | 1–1        |
| Viking                  | 12–3                         | Koper                 | 7–0      | 5–3        |
| AÉK Athén               | 1–0                          | Hapóél Beér-Seva      | 1–0      | 0–0        |
| Pyunik                  | 3–4                          | Győri ETO             | 2–1      | 1–3        |
| Riga                    | 5–4                          | Dila Gori             | 2–1      | 3–3        |
| Raków Częstochowa       | 6–1                          | Žilina                | 3–0      | 3–1        |
| Petrocub Hîncești       | 1–6                          | Sabah                 | 0–2      | 1–4        |
| Ararat-Armenia          | 2–1                          | Universitatea Cluj    | 0–0      | 2–1 (h.u.) |
| Varaždin                | 2–3                          | Santa Clara           | 2–1      | 0–2        |
| Kauno Žalgiris          | 3–2                          | Valur                 | 1–1      | 2–1        |
| Paks                    | 2–1                          | Maribor               | 1–0      | 1–1        |
| Vllaznia                | 4–5                          | Víkingur Reykjavík    | 2–1      | 2–4 (h.u.) |
| Hammarby IF             | 2–1                          | Charleroi             | 0–0      | 2–1 (h.u.) |
| Radnički 1923           | 0–1                          | KÍ                    | 0–0      | 0–1        |
| Novi Pazar              | 2–5                          | Jagiellonia Białystok | 1–2      | 1–3        |
| Polissya Zhytomyr       | 5–3                          | FC Santa Coloma       | 1–2      | 4–1        |
| Vardar                  | 2–6                          | Lausanne-Sport        | 2–1      | 0–5        |
| HB                      | 1–2                          | Brøndby               | 1–1      | 0–1        |
| Olekszandrija           | 0–6                          | Partizan              | 0–2      | 0–4        |
| Hibernians              | 2–7                          | Spartak Trnava        | 1–2      | 1–5        |
| St Patrick's Athletic   | 3–2                          | Nõmme Kalju           | 1–0      | 2–2 (h.u.) |
| Paide Linnameeskond     | 0–8                          | AIK                   | 0–2      | 0–6        |
| Sarajevo                | 2–5                          | Universitatea Craiova | 2–1      | 0–4        |
| Árisz Lemeszú           | 5–2                          | Puskás Akadémia       | 3–2      | 2–0        |
| St Joseph's             | 0–4                          | Shamrock Rovers       | 0–4      | 0–0        |
| Ilves                   | 4–8                          | AZ                    | 4–3      | 0–5        |
| Zira                    | 2–3                          | Hajduk Split          | 1–1      | 1–2 (h.u.) |
| Arda                    | 2–2 (t. 4–3)                 | HJK                   | 0–0      | 2–2 (h.u.) |
| Aktöbe                  | 2–5                          | Sparta Praha          | 2–1      | 0–4        |
| Asztana                 | 3–1                          | Zimbru Chișinău       | 1–1      | 2–0        |
| Dečić                   | 2–6                          | Rapid Wien            | 0–2      | 2–4        |
| Tarpeda Zsodzina        | 1–4                          | Makkabi Haifa         | 1–1      | 0–3        |
| Araz-Naxçıvan           | 4–3                          | Árisz                 | 2–1      | 2–2        |
| Omónia                  | 5–0                          | Torpedo Kutaiszi      | 1–0      | 4–0        |
| Cserno More             | 0–5                          | İstanbul Başakşehir   | 0–1      | 0–4        |
| Sutjeska                | 3–7                          | Bétár Jerusálajim     | 1–2      | 2–5        |

### 3.selejtezőkör
| Csoport 1                                    | Csoport 1              | Csoport 2                       | Csoport 2                         |
| Kiemelt                                      | Nem kiemelt            | Kiemelt                         | Nem kiemelt                       |
| -------------------------------------------- | ---------------------- | ------------------------------- | --------------------------------- |
| - Olimpija Ljubljana (T) - Milsami Orhei (T) | - Egnatia (T) - Virtus | Linfield (T) Differdange 03 (T) | - FCI Levadia (T) - Víkingur Gøta |

| Csoport 1                                                                                   | Csoport 1                                                                                          | Csoport 2 | Csoport 2 | Csoport 3                                                                            | Csoport 3                                                                    |
| Kiemelt                                                                                     | Nem kiemelt                                                                                        | Kiemelt | Nem kiemelt | Kiemelt                                                                              | Nem kiemelt                                                                  |
| ------------------------------------------------------------------------------------------- | -------------------------------------------------------------------------------------------------- | --- | --- | ------------------------------------------------------------------------------------ | ---------------------------------------------------------------------------- |
| - Rapid Wien (T) - İstanbul Başakşehir (T) - Sheriff Tiraspol (EL) - KÍ (T) - Győri ETO (T) | - Viking (T) - Dundee United (T) - Anderlecht (EL) - AIK (T) - Nyoman Hrodna (T)                   | - Sparta Praha (T) - Omónia (T) - Asztana (T) - Riga (T) - Spartak Trnava (T)                                | - Araz-Naxçıvan (T) - Ararat-Armenia (T) - Lausanne-Sport (T) - Universitatea Craiova (T) - Bétár Jerusálajim (T)    | - AZ (T) - Shamrock Rovers (T) - Santa Clara (T) - Víkingur Reykjavík (T) - Paks (T) | - Ballkani (T) - Vaduz (T) - Larne (T) - Polissya Zhytomyr (T) - Brøndby (T) |
| Csoport 4                                                                                   | Csoport 4                                                                                          | Csoport 5 | Csoport 5 |                                                                                      |                                                                              |
| Kiemelt                                                                                     | Nem kiemelt                                                                                        | Kiemelt | Nem kiemelt |                                                                                      |                                                                              |
| - Lugano (EL) - Makkabi Haifa (T) - AÉK Athén (T) - Hajduk Split (T) - Sabah (T)            | - Raków Częstochowa (T) - Celje (T) - Árisz Lemeszú (T) - Levszki Szofija (EL) - Dinamo Tirana (T) | - Partizan (T) - Beşiktaş (EL) - Jagiellonia Białystok (T) - Arda (T) - Hammarby IF (T) - Baník Ostrava (EL) | - Rosenborg (T) - Austria Wien (T) - Hibernian (EL) - Silkeborg (T) - St Patrick's Athletic (T) - Kauno Žalgiris (T) |                                                                                      |                                                                              |

Párosítások
| 1. csapat             | Össz.Tooltip Aggregate score | 2. csapat             | 1. mérk. | 2. mérk.   |
| --------------------- | ---------------------------- | --------------------- | -------- | ---------- |
| Bajnoki ág            |                              |                       |          |            |
| Olimpija Ljubljana    | 4–2                          | Egnatia               | 0–0      | 4–2 (h.u.) |
| Milsami Orhei         | 3–5                          | Virtus                | 3–2      | 0–3        |
| Differdange 03        | 5–4                          | FCI Levadia           | 2–3      | 3–1 (h.u.) |
| Víkingur Gøta         | 2–3                          | Linfield              | 2–1      | 0–2        |
| Fő ág                 |                              |                       |          |            |
| Rapid Wien            | 4–4 (t. 5-4)                 | Dundee United         | 2–2      | 2–2 (h.u.) |
| Sparta Praha          | 6–2                          | Ararat-Armenia        | 4–1      | 2–1        |
| AZ                    | 4–0                          | Vaduz                 | 3–0      | 1–0        |
| Lugano                | 4–7                          | Celje                 | 0–5      | 4–2        |
| KÍ                    | 4–4 (t. 4-5)                 | Nyoman Hrodna         | 2–0      | 0–2 (h.u.) |
| Riga                  | 4–3                          | Bétár Jerusálajim     | 3–0      | 1–3        |
| Víkingur Reykjavík    | 3–4                          | Brøndby               | 3–0      | 0–4        |
| Hajduk Split          | 3–4                          | Dinamo Tirana         | 2–1      | 1–3 (h.u.) |
| Anderlecht            | 4–1                          | Sheriff Tiraspol      | 3–0      | 1–1        |
| Lausanne-Sport        | 5–1                          | Asztana               | 3–1      | 2–0        |
| Larne                 | 0–3                          | Santa Clara           | 0–3      | 0–0        |
| Árisz Lemeszú         | 3–5                          | AÉK Athén             | 2–2      | 1–3 (h.u.) |
| Viking                | 2–4                          | İstanbul Başakşehir   | 1–3      | 1–1        |
| Araz-Naxçıvan         | 0–9                          | Omónia                | 0–4      | 0–5        |
| Ballkani              | 1–4                          | Shamrock Rovers       | 1–0      | 0–4        |
| Raków Częstochowa     | 2–1                          | Makkabi Haifa         | 0–1      | 0–2        |
| AIK                   | 2–3                          | Győri ETO             | 2–1      | 0–2        |
| Universitatea Craiova | 6–4                          | Spartak Trnava        | 3–0      | 3–4 (h.u.) |
| Polissya Zhytomyr     | 4–2                          | Paks                  | 3–0      | 1–2        |
| Levszki Szofija       | 3–0                          | Sabah                 | 1–0      | 2–0        |
| Silkeborg             | 2–3                          | Jagiellonia Białystok | 0–1      | 2–2        |
| Partizan              | 3–4                          | Hibernian             | 0–2      | 3–2 (h.u.) |
| Baník Ostrava         | 5–4                          | Austria Wien          | 4–3      | 1–1        |
| Rosenborg             | 1–0                          | Hammarby IF           | 0–0      | 1–0        |
| St Patrick's Athletic | 3–7                          | Beşiktaş              | 1–4      | 2–3        |
| Kauno Žalgiris        | 0–3                          | Arda                  | 0–1      | 0–2        |

### Rájátszás
| Kiemelt                                                                           | Nem kiemelt                                                                            |
| --------------------------------------------------------------------------------- | -------------------------------------------------------------------------------------- |
| - Olimpija Ljubljana (T) - RFS (EL) - Drita (EL) - Breiðablik (EL) - Linfield (T) | - Differdange 03 (T) - Ħamrun Spartans (EL) - Virtus (T) - Noah (EL) - Shelbourne (EL) |

| Csoport 1                                                                                    | Csoport 1                                                                                   | Csoport 2                                                                                                 | Csoport 2                                                                                               |
| Kiemelt                                                                                      | Nem kiemelt                                                                                 | Kiemelt                                                                                                   | Nem kiemelt                                                                                             |
| -------------------------------------------------------------------------------------------- | ------------------------------------------------------------------------------------------- | --- | --- |
| - AZ (T) - Anderlecht (T) - Celje (T) - Rayo Vallecano - Strasbourg                          | - Nyoman Hrodna (T) - Brøndby (T) - AEK Athén (T) - Baník Ostrava (T) - Levszki Szofija (T) | - Fiorentina - İstanbul Başakşehir (T) - Raków Częstochowa (T) - Beşiktaş (T) - Jagiellonia Białystok (T) | - Lausanne-Sport (T) - Dinamo Tirana (T) - Universitatea Craiova (T) - Arda (T) - Polissya Zhytomyr (T) |
| Csoport 3                                                                                    | Csoport 3                                                                                   | Csoport 4                                                                                                 | Csoport 4                                                                                               |
| Kiemelt                                                                                      | Nem kiemelt                                                                                 | Kiemelt                                                                                                   | Nem kiemelt                                                                                             |
| - Rapid Wien (T) - Crystal Palace - Hibernian (T) - Shamrock Rovers (T) - Sahtar Doneck (EL) | - Santa Clara (T) - Servette (EL) - Fredrikstad (EL) - Legia Warszawa (EL) - Győri ETO (T)  | - Sparta Praha (T) - CFR Cluj (EL) - Omónia (T) - Mainz 05                                                | - Riga (T) - Wolfsberger (EL) - Rosenborg (T) - Häcken (EL)                                             |

Párosítások
| 1. csapat             | Össz.Tooltip Aggregate score | 2. csapat             | 1. mérk.     | 2. mérk.     |
| --------------------- | ---------------------------- | --------------------- | ------------ | ------------ |
| Bajnoki ág            |                              |                       |              |              |
| Ħamrun Spartans       | Meccs 1                      | RFS                   | Augusztus 21 | Augusztus 28 |
| Shelbourne            | Meccs 2                      | Linfield              | Augusztus 21 | Augusztus 28 |
| Breiðablik            | Meccs 3                      | Virtus                | Augusztus 21 | Augusztus 28 |
| Drita                 | Meccs 4                      | Differdange 03        | Augusztus 21 | Augusztus 28 |
| Olimpija Ljubljana    | Meccs 5                      | Noah                  | Augusztus 21 | Augusztus 28 |
| Fő ág                 |                              |                       |              |              |
| Strasbourg            | Meccs 1                      | Brøndby               | Augusztus 21 | Augusztus 28 |
| Jagiellonia Białystok | Meccs 2                      | Dinamo Tirana         | Augusztus 21 | Augusztus 28 |
| Sahtar Doneck         | Meccs 3                      | Servette              | Augusztus 21 | Augusztus 28 |
| Anderlecht            | Meccs 4                      | AÉK Athén             | Augusztus 21 | Augusztus 28 |
| İstanbul Başakşehir   | Meccs 5                      | Universitatea Craiova | Augusztus 21 | Augusztus 28 |
| Crystal Palace        | Meccs 6                      | Fredrikstad           | Augusztus 21 | Augusztus 28 |
| Celje                 | Meccs 7                      | Baník Ostrava         | Augusztus 21 | Augusztus 28 |
| Raków Częstochowa     | Meccs 8                      | Arda                  | Augusztus 21 | Augusztus 28 |
| Hibernian             | Meccs 9                      | Legia Warszawa        | Augusztus 21 | Augusztus 28 |
| Levszki Szofija       | Meccs 10                     | AZ                    | Augusztus 21 | Augusztus 28 |
| Polissya Zhytomyr     | Meccs 11                     | Fiorentina            | Augusztus 21 | Augusztus 28 |
| Győri ETO             | Meccs 12                     | Rapid Wien            | Augusztus 21 | Augusztus 28 |
| Nyoman Hrodna         | Meccs 13                     | Rayo Vallecano        | Augusztus 21 | Augusztus 28 |
| Lausanne-Sport        | Meccs 14                     | Beşiktaş              | Augusztus 21 | Augusztus 28 |
| Santa Clara           | Meccs 15                     | Shamrock Rovers       | Augusztus 21 | Augusztus 28 |
| Rosenborg             | Meccs 16                     | Mainz 05              | Augusztus 21 | Augusztus 28 |
| Sparta Praha          | Meccs 17                     | Riga                  | Augusztus 21 | Augusztus 27 |
| Häcken                | Meccs 18                     | CFR Cluj              | Augusztus 21 | Augusztus 28 |
| Wolfsberger           | Meccs 19                     | Omónia                | Augusztus 21 | Augusztus 28 |